# Грот, Сэмюэль
Сэмюэль (Сэм) Грот (англ. Samuel Groth; родился 19 октября 1987 года в Наррандере, Австралия) — австралийский профессиональный теннисист, обладатель мирового рекорда в скорости подачи. Победитель двух турниров ATP в парном разряде; финалист одного юниорского турнира Большого шлема в парном разряде (Уимблдон-2005).

## Общая информация
Сэм в теннисе с десяти лет, любимые покрытия — трава и хард, лучший элемент игры — подача.
В 2009—2011 годах Грот сначала встречался, а потом некоторое время был женат на словацкой теннисистке Ярмиле Гайдошовой, благодаря этому ускорившей получение австралийского гражданства.
В 2011 году уроженец Нового Южного Уэльса брал паузу в выступлениях в теннисе, попробовав себя в австралийском футболе.
В ноябре 2018 года Грот женился на Бриттани Бойз, с которой встречался шесть лет. В апреле 2021 года у пары родились близнецы: Мейсон и Паркер.

## Спортивная карьера

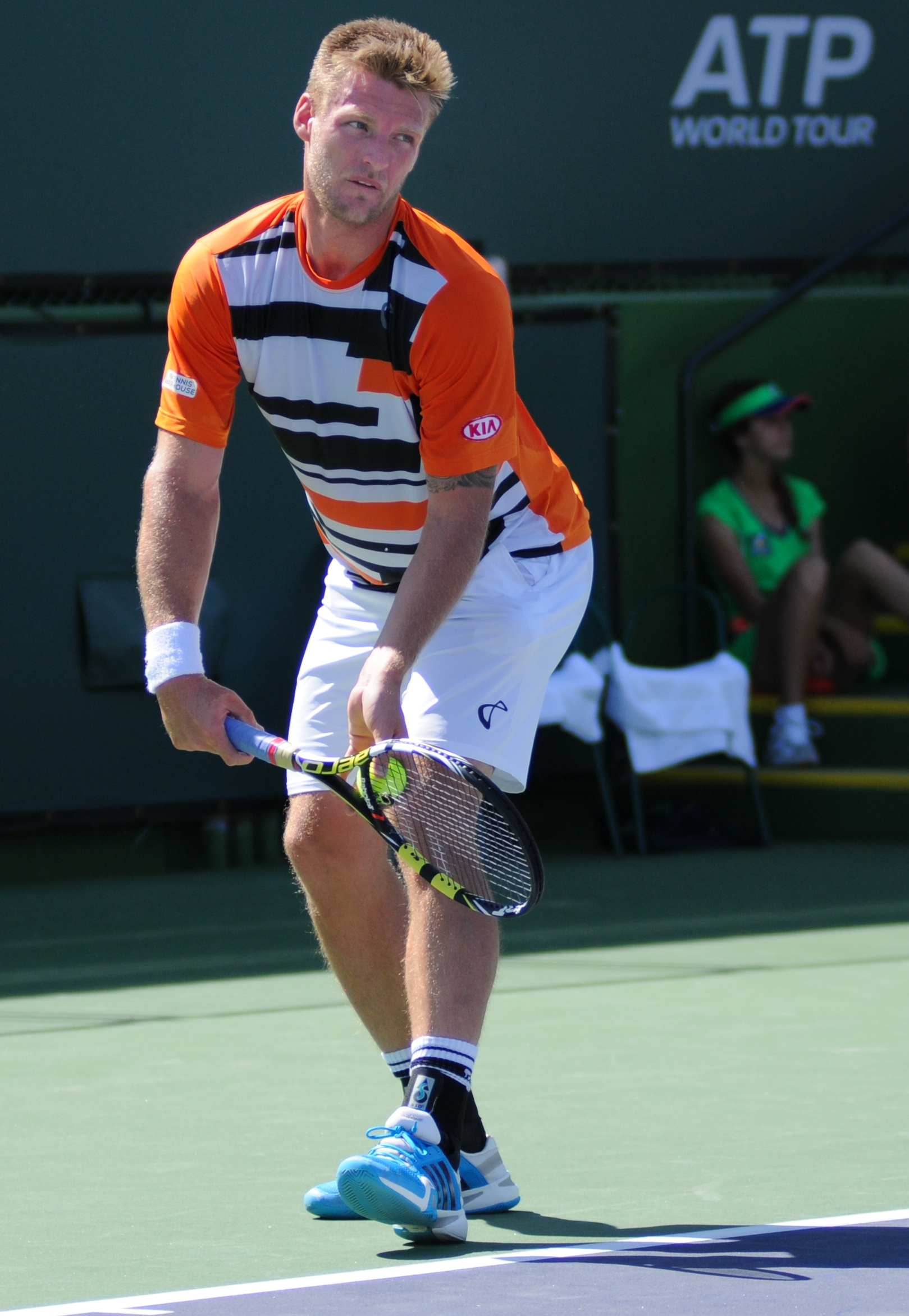
На турнире в Индиан-Уэлсе 2014 года

На юниорском этапе Грот смог выйти в финал парного юношеского Уимблдонского турнира 2005 года в дуэте с Эндрю Кенно. В том же году он сыграл первые взрослые турниры из серии «фьючерс» и выиграл один парный приз. В 2007 году удалось победить на первом в карьере парном «челленджере» с Джозефом Сирианни. В 2008 году Грот дебютировал в основных соревнованиях Мирового тура. В январе в парном разряде с Джозефом Сирианни получил приглашение на Открытый чемпионат Австралии, сыграв на первом взрослом Большом шлеме, а на следующий год организаторы пригласили его и в одиночную сетку. В июне в Ноттингеме Грот через квалификацию пробился на первый одиночный турнир в протуре. В апреле 2009 года австралиец добился и первой победы на одиночном «фьючерсе». В мае он впервые сыграл в одиночном финале более сильного цикла «челленджер».
В мае 2012 года Грот стал обладателем рекорда по скорости подачи (263 км/ч.). Произошло это событие в матче второго раунда на «челленджере» в Пусане против Владимира Игнатика из Беларуси. Грот за этот матч трижды выполнил подачи со скоростью 253,5, 255,7 и 263 км/ч., которые опережали прежнее рекордное достижение Иво Карловича — 251 км/ч. В 2013 году австралиец дебютировал в топ-100 парного рейтинга.
В январе 2014 года на турнире в Брисбене Грот сыграл первый одиночный четвертьфинал в протуре. В марте в Канаде удалось выиграть первый «челленджер» в одиночном разряде. В мае Грот в паре с Андреем Голубевым из Казахстана смог выйти в полуфинал Открытого чемпионата Франции, что стало лучшим достижением австралийца на Больших шлемах. В июле он дошёл до полуфинала турнира в Ньюпорте и после этого впервые попал в первую сотню одиночного рейтинга. На турнире в Боготе с Крисом Гуччоне был выигран первый трофей в Мировом туре в парном разряде. Затем уже с Леандером Паесом был оформлен выход в парный финал турнира в Вашингтоне. На Открытом чемпионате США Грот выиграл первый матч в основной одиночной сетке Большого шлема у Альберта Рамоса и во втором раунде впервые сыграл против Роджера Федерера, проиграв ему в каждом сете с одинаковым счётом 4:6. После выступления в США Грот сыграл первый матч за национальную сборную в Кубка Дэвиса Осенью с Крисом Гуччоне получилось сыграть ещё в двух парных финалах: на турнирах в Шэньчжэне и Москве.
В январе 2015 года Грот единственный раз сыграл матч против известного соотечественника Ллейтона Хьюитта и в первом раунде турнира в Брисбене смог его обыграть в двух сетах, а в целом на турнире доиграл до 1/4 финала. На Открытом чемпионате Австралии он впервые прошёл в третий раунд. В феврале Грот достиг максимально парного рейтинга в карьере, заняв 24-е место. В мае и июне Гротом было выиграно два «челленджера»: на грунте и траве. На турнире в Штутгарте был достигнут четвертьфинал, а на Уимблдоне Грот вышел в третий раунд, в котором смог взять один сет из четырёх в матче против Роджера Федерера. В августе после выхода в четвертьфинал турнира в Вашингтоне он поднялся на пиковую в карьере позицию в одиночном рейтинге, став № 53 в мире.
На Открытом чемпионате Австралии 2016 года Грот во втором раунде сыграл против Энди Маррея, проиграв ему в трёх сетах. Сезон складывался для австралийца не слишком успешно и в мае он потерял место в топ-100 одиночного рейтинга. В июле он смог выиграть второй парный титул в основном туре в карьере — на турнире в Ньюпорте в дуэте с Гуччоне. В августе на Олимпиаде в Рио-де-Жанейро Грот сыграл в одиночном разряде и проиграл в первом раунде. В октябре он выиграл «челленджер» в Лас-Вегасе.
На Открытом чемпионате Австралии 2017 года в паре с Гуччоне был оформлен выход в четвертьфинал, а в миксте Грот сыграл в альянсе с Самантой Стосур и смог доиграть до полуфинала. Через год 30-летний теннисист на Открытом чемпионате Австралии сыграл последние матчи в карьере. Грот в паре с Ллейтоном Хьюиттом дошёл до четвертьфинала, где они уступили дуэту Хуан Себастьян Кабаль и Роберт Фара из Колумбии, после чего Грот завершил карьеру теннисиста.

## Рейтинг на конец года
| Год  | Одиночный рейтинг | Парный рейтинг |
| 2018 |                   | 175            |
| 2017 | 248               | 80             |
| 2016 | 180               | 49             |
| 2015 | 60                | 131            |
| 2014 | 81                | 31             |
| 2013 | 172               | 79             |
| 2012 | 218               | 305            |
| 2011 | 786               | 204            |
| 2010 | 260               | 224            |
| 2009 | 279               | 428            |
| 2008 | 278               | 373            |
| 2007 | 341               | 296            |
| 2006 | 681               | 438            |
| 2005 | 1345              | 967            |

## Выступления на турнирах

### Финалы челленджеров и фьючерсов в одиночном разряде (22)

#### Победы (11)
| Условные обозначения |
| Челленджеры (4+19*)  |
| Фьючерсы (7+11)      |

| Титулы по покрытиям | Титулы по месту проведения матчей турнира |
| ------------------- | ----------------------------------------- |
| Хард (7+22*)        | Зал (2+6)                                 |
| Грунт (1+2)         | Зал (2+6)                                 |
| Трава (2+4)         | Открытый воздух (9+24)                    |
| Ковёр (1+2)         | Открытый воздух (9+24)                    |

* количество побед в одиночном разряде + количество побед в парном разряде.
| №   | Дата            | Турнир                    | Покрытие | Соперник в финале  | Счёт              |
| 1.  | 5 апреля 2009   | Мобил, США                | Хард     | Джесси Уиттен      | 6-2 3-0 — отказ   |
| 2.  | 3 октября 2010  | Анталья, Турция           | Хард     | Раду Албот         | 6-3 6-1           |
| 3.  | 10 октября 2010 | Анталья, Турция           | Хард     | Артём Смирнов      | 6-4 6-2           |
| 4.  | 5 декабря 2010  | Бендиго, Австралия        | Хард     | Бенджамин Митчелл  | 7-6(7) 6-4        |
| 5.  | 25 марта 2012   | Ипсвич, Австралия         | Грунт    | Джейсон Каблер     | 5-7 6-3 6-2       |
| 6.  | 20 мая 2012     | Тэгу, Южная Корея         | Хард     | Фредерик Нильсен   | 6-7(4) 6-4 6-1    |
| 7.  | 24 февраля 2013 | Милдьюра, Австралия       | Трава    | Джеймс Лемке       | 6-1 6-4           |
| 8.  | 23 марта 2014   | Римуски, Канада           | Хард(i)  | Анте Павич         | 7-6(3) 6-2        |
| 9.  | 3 мая 2015      | Тайбэй, Тайвань           | Ковёр(i) | Константин Кравчук | 6-7(5) 6-4 7-6(3) |
| 10. | 7 июня 2015     | Манчестер, Великобритания | Трава    | Люк Сэвилл         | 7-5 6-1           |
| 11. | 23 октября 2016 | Лас-Вегас, США            | Хард     | Сантьяго Хиральдо  | 6-7(4) 6-4 7-5    |

#### Поражения (11)
| №   | Дата            | Турнир                       | Покрытие | Соперник в финале | Счёт           |
| 1.  | 29 октября 2006 | Милдьюра, Австралия          | Трава    | Алун Джонс        | 6-3 5-7 4-6    |
| 2.  | 14 октября 2007 | Глостер, Австралия           | Грунт    | Майлз Армстронг   | 7-6(6) 1-6 3-6 |
| 3.  | 23 мая 2009     | Фергана, Узбекистан          | Хард     | Лукаш Лацко       | 6-4 5-7 6-7(4) |
| 4.  | 28 ноября 2010  | Траралгон, Австралия         | Хард     | Амир Вайнтрауб    | 2-6 4-6        |
| 5.  | 4 февраля 2012  | Берни, Австралия             | Хард     | Данай Удомчоке    | 6-7(5) 3-6     |
| 6.  | 27 мая 2012     | Чханвон, Южная Корея         | Хард     | Михал Пшисенжний  | 6-3 5-7 3-6    |
| 7.  | 9 сентября 2012 | Алис-Спрингс, Австралия      | Хард     | Мэттью Бартон     | 6-7(3) 3-6     |
| 8.  | 17 ноября 2013  | Шампейн, США                 | Хард(i)  | Теннис Сандгрен   | 6-3 3-6 6-7(4) |
| 9.  | 6 апреля 2014   | Леон-де-лос-Альдама, Мексика | Хард     | Раджив Рам        | 2-6 2-6        |
| 10. | 14 июня 2014    | Ноттингем, Великобритания    | Трава    | Ник Кирьос        | 6-7(3) 6-7(7)  |
| 11. | 9 ноября 2014   | Ноксвилл, США                | Хард(i)  | Адриан Маннарино  | 6-3 6-7(6) 4-6 |

### Финалы турнировATPв парном разряде (5)

#### Победы (2)
| Титулы                      |
| --------------------------- |
| Турниры Большого шлема (0*) |
| Итоговый турнир ATP (0)     |
| ATP Мастерс 1000 (0)        |
| АТР 500 (0)                 |
| АТР 250 (0+2)               |

| Титулы по покрытиям | Титулы по месту проведения матчей турнира |
| ------------------- | ----------------------------------------- |
| Хард (0+1*)         | Зал (0)                                   |
| Грунт (0)           | Зал (0)                                   |
| Трава (0+1)         | Открытый воздух (0+2)                     |
| Ковёр (0)           | Открытый воздух (0+2)                     |

* количество побед в одиночном разряде + количество побед в парном разряде.
| №  | Дата         | Турнир           | Покрытие | Партнёр      | Соперники в финале                       | Счёт                 |
| 1. | 20 июля 2014 | Богота, Колумбия | Хард     | Крис Гуччоне | Николас Баррьентос Хуан Себастьян Кабаль | 7-6(5) 6-7(3) [11-9] |
| 2. | 17 июля 2016 | Ньюпорт, США     | Трава    | Крис Гуччоне | Джонатан Маррей Адиль Шамасдин           | 6-4 6-3              |

#### Поражения (3)
| №  | Дата             | Турнир           | Покрытие | Партнёр      | Соперники в финале            | Счёт       |
| 1. | 3 августа 2014   | Вашингтон, США   | Хард     | Леандер Паес | Жан-Жюльен Ройер Хория Текэу  | 5-7 4-6    |
| 2. | 28 сентября 2014 | Шэньчжэнь, Китай | Хард     | Крис Гуччоне | Жан-Жюльен Ройер Хория Текэу  | 4-6 6-7(4) |
| 3. | 19 октября 2014  | Москва, Россия   | Хард(i)  | Крис Гуччоне | Иржи Веселый Франтишек Чермак | 6-7(2) 5-7 |

### Финалы челленджеров и фьючерсов в парном разряде (40)

#### Победы (30)
| №   | Дата            | Турнир                       | Покрытие | Партнёр          | Соперники в финале                       | Счёт                 |
| 1.  | 27 ноября 2005  | Бармера, Австралия           | Хард     | Джозеф Сирианни  | Каллум Бил Джоэль Керли                  | 6-2 5-7 [10-4]       |
| 2.  | 25 мая 2007     | Алжир, Алжир                 | Грунт    | Эдвард Сеатор    | Матус Горечный Мартин Громец             | 6-3 3-6 6-1          |
| 3.  | 9 июня 2007     | Пуэрто-де-ла-Крус, Испания   | Ковёр    | Эндрю Коэльо     | Агустин Бохе Ордонес Пабло Мартин Адалия | 6-4 7-6(5)           |
| 4.  | 9 сентября 2007 | Баньер-де-Бигор, Франция     | Хард     | Эндрю Коэльо     | Даниэль Кинг-Тёрнер Пьеррик Исерн        | 6-4 4-6 [10-6]       |
| 5.  | 14 октября 2007 | Глостер, Австралия           | Грунт    | Джозеф Сирианни  | Кейден Хенсел Адам Хаббл                 | 6-4 6-3              |
| 6.  | 9 декабря 2007  | Берни, Австралия             | Хард     | Джозеф Сирианни  | Нима Рошан Жозе Стэтем                   | 6-3 1-6 [10-4]       |
| 7.  | 9 февраля 2008  | Милдьюра, Австралия          | Трава    | Натан Хили       | Эндрю Коэльо Брайдан Клейн               | 6-3 6-4              |
| 8.  | 16 марта 2008   | Перт, Австралия              | Хард     | Адам Фини        | Майлз Армстронг Мэттью Эбден             | 5-7 6-4 [10-7]       |
| 9.  | 17 мая 2008     | Нью-Дели, Индия              | Хард     | Колин Эбелтайт   | Мохаммад Гариб Илья Марченко             | 2-6 7-6(5) [10-8]    |
| 10. | 8 августа 2009  | Кампус-ду-Жордау, Бразилия   | Хард     | Джошуа Гудолл    | Рожериу Дутра да Сильва Жулио Сильва     | 7-6(4) 6-3           |
| 11. | 7 февраля 2010  | Берни, Австралия             | Хард     | Мэттью Эбден     | Джеймс Лемке Дэн Проподжа                | 6-7(8) 7-6(4) [10-8] |
| 12. | 21 февраля 2010 | Милдьюра, Австралия          | Трава    | Мэттью Эбден     | Адам Хаббл Садик Кадир                   | 6-3 4-6 [10-4]       |
| 13. | 28 февраля 2010 | Берри, Австралия             | Трава    | Мэттью Эбден     | Хуан Лянцзи Ли Синьхань                  | 6-3 7-6(7)           |
| 14. | 13 февраля 2011 | Калаундра, Австралия         | Хард     | Мэттью Эбден     | Павол Червенак Иво Клец                  | 6-3 3-6 [10-1]       |
| 15. | 20 мая 2012     | Тэгу, Южная Корея            | Хард     | Адам Хаббл       | Чхун Хон Чон Сукх Юн                     | 6-1 6-4              |
| 16. | 6 января 2013   | Нумеа, Новая Каледония       | Хард     | Тосихидэ Мацуй   | Артём Ситак Жозе Стэтем                  | 7-6(6) 1-6 [10-4]    |
| 17. | 10 февраля 2013 | Аделаида, Австралия          | Хард     | Мэтт Рид         | Джеймс Дакворт Грег Джонс                | 6-2 6-4              |
| 18. | 24 февраля 2013 | Милдьюра, Австралия          | Трава    | Джон-Патрик Смит | Колин Эбелтайт Руан Рулофс               | 6-3 6-4              |
| 19. | 24 марта 2013   | Римуски, Канада              | Хард(i)  | Джон-Патрик Смит | Филипп Маркс Флорин Мерджа               | 7-6(5) 7-6(7)        |
| 20. | 12 мая 2013     | Куньмин, Китай               | Хард     | Джон-Патрик Смит | Го Соэда Ясутака Утияма                  | 6-4 6-1              |
| 21. | 10 ноября 2013  | Ноксвилл, США                | Хард(i)  | Джон-Патрик Смит | Карстен Болл Питер Полански              | 6-7(6) 6-2 [10-7]    |
| 22. | 9 февраля 2014  | Даллас, США                  | Хард(i)  | Крис Гуччоне     | Райан Харрисон Марк Ноулз                | 6-4 6-2              |
| 23. | 6 апреля 2014   | Леон-де-лос-Альдама, Мексика | Хард     | Крис Гуччоне     | Маркус Даниэлл Артём Ситак               | 6-3 6-4              |
| 24. | 27 апреля 2014  | Шэньчжэнь, Китай             | Хард     | Крис Гуччоне     | Доминик Мефферт Тим Пютц                 | 6-3 7-6(5)           |
| 25. | 4 мая 2014      | Тайбэй, Тайвань              | Ковёр(i) | Крис Гуччоне     | Остин Крайчек Джон-Патрик Смит           | 6-4 5-7 [10-8]       |
| 26. | 11 мая 2014     | Кимчхон, Южная Корея         | Хард     | Крис Гуччоне     | Остин Крайчек Джон-Патрик Смит           | 6-7(5) 7-5 [10-4]    |
| 27. | 8 мая 2016      | Пусан, Южная Корея           | Хард     | Леандер Паес     | Санчай Ративатана Сончат Ративатана      | 4-6 6-1 [10-7]       |
| 28. | 9 октября 2016  | Стоктон, США                 | Хард     | Брайан Бейкер    | Мэтт Рид Джон-Патрик Смит                | 6-2 4-6 [10-2]       |
| 29. | 6 ноября 2016   | Шарлотсвилл, США             | Хард(i)  | Брайан Бейкер    | Брайдан Клейн Руан Рулофс                | 6-3 6-3              |
| 30. | 18 марта 2017   | Драммондвилл, Канада         | Хард(i)  | Адиль Шамасдин   | Мэтт Рид Джон-Патрик Смит                | 6-3 2-6 [10-8]       |

#### Поражения (10)
| №   | Дата             | Турнир                       | Покрытие | Партнёр          | Соперники в финале                  | Счёт              |
| 1.  | 22 июля 2006     | Фринтон, Великобритания      | Трава    | Эндрю Коэльо     | Эндрю Кенно Том Рашби               | 5-7 7-6(3) 4-6    |
| 2.  | 10 сентября 2006 | Баньер-де-Бигор, Франция     | Хард     | Пол Бакканелло   | Тома Оже Николя Турт                | 6-2 3-6 4-6       |
| 3.  | 17 марта 2007    | Сандерленд, Великобритания   | Хард(i)  | Эндрю Коэльо     | Джейми Бейкер Айсам-уль-Хак Куреши  | 3-6 6-3 3-6       |
| 4.  | 28 ноября 2010   | Траралгон, Австралия         | Хард     | Себастьян Ришик  | Колин Эбелтайт Адам Фини            | 3-6 6-4 [13-15]   |
| 5.  | 18 марта 2012    | Пинго, Китай                 | Хард     | Колин Эбелтайт   | Джон-Пол Фруттеро Равен Класен      | 2-6 4-6           |
| 6.  | 29 июля 2012     | Ухань, Китай                 | Хард     | Адам Фини        | Санчай Ративатана Сончат Ративатана | 4-6 6-2 [8-10]    |
| 7.  | 9 сентября 2012  | Алис-Спрингс, Австралия      | Хард     | Майкл Винус      | Адам Фини Ник Линдал                | 6-4 2-6 [8-10]    |
| 8.  | 13 апреля 2013   | Гвадалахара, Мексика         | Хард     | Джон-Патрик Смит | Марин Драганя Мате Павич            | 7-5 2-6 [11-13]   |
| 9.  | 5 мая 2013       | Аньнин, Китай                | Грунт    | Джон-Патрик Смит | Виктор Балуда Дино Марцан           | 7-6(5) 4-6 [7-10] |
| 10. | 3 апреля 2016    | Леон-де-лос-Альдама, Мексика | Хард     | Леандер Паес     | Сантьяго Гонсалес Мате Павич        | 4-6 6-3 [11-13]   |

## История выступлений на турнирах
| Турнир                       | 2008  | 2009  | 2010  | 2011  | 2013  | 2014  | 2015  | 2016  | 2017  | 2018  | Итог   | В/П за карьеру |
| ---------------------------- | ----- | ----- | ----- | ----- | ----- | ----- | ----- | ----- | ----- | ----- | ------ | -------------- |
| Турниры Большого шлема       |       |       |       |       |       |       |       |       |       |       |        |                |
| Открытый чемпионат Австралии | 1Р    | 1Р    | 1Р    | 2Р    | 2Р    | 1Р    | 3Р    | 3Р    | 1/4   | 1/4   | 0 / 10 | 12-10          |
| Открытый чемпионат Франции   | -     | -     | -     | -     | -     | 1/2   | 1Р    | 1Р    | 3Р    | -     | 0 / 4  | 6-4            |
| Уимблдонский турнир          | -     | -     | -     | -     | 2Р    | 1Р    | 1Р    | 3Р    | 3Р    | -     | 0 / 5  | 5-5            |
| Открытый чемпионат США       | -     | -     | -     | -     | -     | 2Р    | 2Р    | 3Р    | 1Р    | -     | 0 / 4  | 4-4            |
| Итог                         | 0 / 1 | 0 / 1 | 0 / 1 | 0 / 1 | 0 / 2 | 0 / 4 | 0 / 4 | 0 / 4 | 0 / 4 | 0 / 1 | 0 / 23 |                |
| В/П в сезоне                 | 0-1   | 0-1   | 0-1   | 1-1   | 2-2   | 5-4   | 3-4   | 6-4   | 7-4   | 3-1   |        | 27-23          |